# Pingo Doce
Pingo Doce – jedna z największych sieci sklepów w Portugalii, należy do grupy Jerónimo Martins SGPS, S.A. Założono ją w roku 1980.